# Umeå Energi

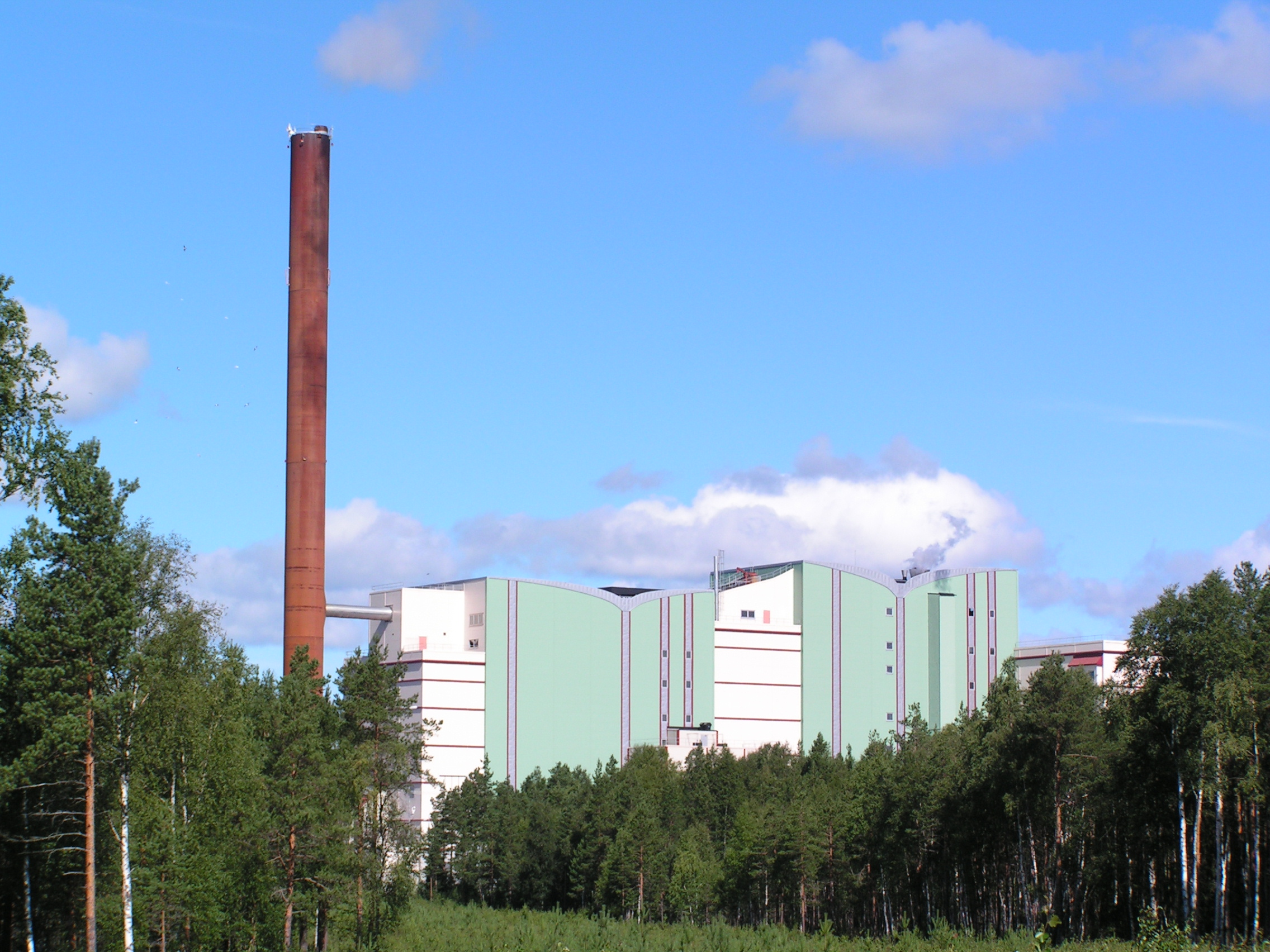
La centrale à Umeå

Umeå Energi est une entreprise suédoise du secteur énergétique.
Fondée en 1887 et basée à Umeå, elle est responsable de la fourniture d'électricité et du chauffage urbain. Elle est également fournisseur internet par le biais d'une filiale du nom de UmeNet.